# Onoscèle
Les onoscèles sont, pour les Grecs anciens, des créatures mythiques dont la jambe se termine par un pied d'âne.
Étymologiquement, un ou une onoscèle (en grec classique, ὀνοσκελής, composé de ὄνος, « âne » et σκέλος, « jambe ») est un monstre fabuleux avec des cuisses d'âne.
Un onoscèle est un sorcier mythique dont au moins un pied se termine par un sabot d’âne.
En mythologie grecque, Lamia, fille de Poséidon, est décrite par Waldemar Deonna comme un « démon onoscèle ».
Chez Lucien de Samosate, dans ses Histoires véritables, récit de voyage imaginaire dans des mondes fantastiques, les Onoscèles sont des créatures féminines apparemment hospitalières et séduisantes, mais maléfiques, qui peuplent l'île de Cabalise. Le narrateur, confiant dans la racine de mauve qui a le pouvoir de le protéger des dangers, pris de méfiance et voyant que les jambes de son hôtesse se terminent par un pied d'âne, se saisit d'elle et lui fait avouer qu'elles enivrent les voyageurs et les égorgent dans leur sommeil. Il appelle ses compagnons et les prévient du danger. La créature se change alors en eau et, quand il plonge son épée dans cette eau, il en sort du sang.